# A Secret Love
A Secret Love es una película documental estadounidense de 2020, dirigida por Chris Bolan sobre dos mujeres que ocultaron su amor durante décadas a sus conservadoras familias. Está protagonizada por Terry Donahue y Pat Henschel. Se estrenó el 29 de abril de 2020 en Netflix.

## Argumento
Terry Donahue, una ex jugadora de la Liga de Béisbol Profesional Femenina All-American, y su pareja, Pat Henschel, dirigieron un exitoso negocio de decoración de interiores mientras mantuvieron su relación lésbica en secreto de sus familias durante casi siete décadas.

## Reparto
- Terry Donahue
- Pat Henschel
- Diana Bolan

## Producción
Chris Bolan, el director de la película, hizo un viaje para visitar a sus dos tías abuelas, Terry Donahue y Pat Henschel. Le contaron a Bolan sobre su vida juntos y después de escucharlo, Bolan decidió contar su historia a través de un documental.

## Estreno
La película estaba programada para tener su estreno mundial en South by Southwest en marzo de 2020; sin embargo, el festival fue cancelado debido a la pandemia de COVID-19. Se estrenó el 29 de abril de 2020.

## Críticas
En la web Rotten Tomates, la película tiene una calificación de aprobación del 100% basada en 45 opiniones, con una calificación media de 7.9/10. El consenso de sus críticos señala "Al contar la historia de una pareja, A seccret love rinde un homenaje poderoso a una vida de opciones y sacrificios hechos en nombre de la devoción duradera. 
Stephanie Zacharek en el Time escribió que la película es "conmovedora". Robyn Bahr de The Hollywood Reporter escribió que A Secret Love es "tierno sin ser empalagoso, natural sin artificio".
Shannon Keating de Buzzfeed criticó la película y escribió sobre "la homofobia sutil pero insidiosa integrada en esta misma narración de su historia".